# Congrosoma evermanni
Congrosoma evermanni és una espècie de peix pertanyent a la família dels còngrids i l'única del gènere Congrosoma.

## Descripció
- Pot arribar a fer 30 cm de llargària màxima.[2][3]

## Hàbitat
És un peix marí i batidemersal que viu fins als 333 m de fondària.

## Distribució geogràfica
Es troba al Pacífic oriental central: Panamà.

## Observacions
És inofensiu per als humans.